# Mustapha Lemouchi
Mustapha Lemouchi est un ingénieur agronome et dirigeant sportif algérien, actuel président de la fédération nationale Algérienne de volley-ball.
Ingénieur en agronomie, il est l'ancien président de la ligue de la wilaya de Blida de volleyball et père de cinq enfants. Il est élu une première fois en 2009 président de la fédération nationale Algérienne de volley-ball pour un mandat qui expire en 2012 avec pour objectif de préparer les jeux olympiques de 2012 à Londres.
En 2017, il brigue à nouveau la présidence. Il se retrouve en concurrence pour la présidence avec Noreddine L’hadad lors du vote organisé le 6 avril 2017. Il obtient 31 voix, contre 16 pour son adversaire et 10 bulletins nuls. 57 membres sur les 66 composant l’assemblée générale étaient présents à l'AGE. Il succède ainsi à Okba Gougam, déclaré inéligible par les services du ministre de la Jeunesse et des Sports. Son mandat s'étend jusqu'en 2020, année des jeux olympiques suivants.
Allocution en 2012 : « Je suis persuadé que la mission qui nous attend est ardue mais pas insurmontable. Les potentialités en encadrement et en athlètes existent. Les objectifs que nous avons retenus sont donc potentiellement réalisables. Nous avons besoin d’un partenariat fort et disponible. Notre défi c’est d’être présent aux Jeux Olympiques de 2012 à Londres. »
Allocution en 2017 : " Je pense que l’idéal est d’avoir un championnat messieurs de 8 à 12 clubs maximum. Nous aurons un bon niveau pour offrir des joueurs de qualité aux équipes nationales" a-t-il estimé, indiquant que l’objectif à la fin de son mandat est de qualifier les sélections féminine et masculine aux Jeux Olympiques 2020 à Tokyo.